# 路易港 (莫尔比昂省)
路易港（法語：Port-Louis，法語發音：[pɔʁ lwi] ⓘ）是法国莫尔比昂省的一个市镇，位于该省西南部，大西洋海滨，属于洛里昂区。

## 地理
路易港（47°42'24"N, 3°21'12"W）面积1.07 平方千米，位于法国布列塔尼大區莫尔比昂省，该省份为法国西北部沿海省份，位于布列塔尼半岛南部，北起阿摩尔滨海省、西接菲尼斯泰尔省，南濒大西洋，东南接大西洋卢瓦尔省，东临伊勒-维莱讷省。
与路易港接壤的市镇（或旧市镇、城区）包括：洛克米凯利克、里扬泰克。
路易港的时区为UTC+01:00、UTC+02:00（夏令时）。

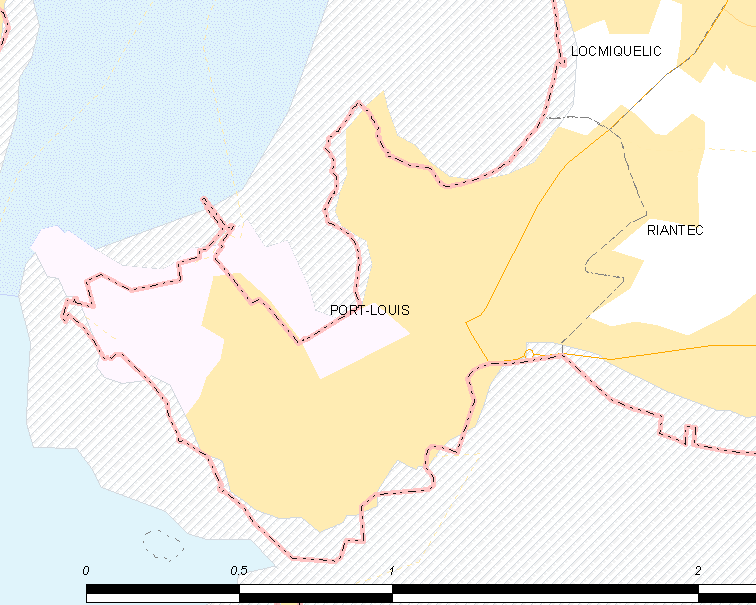
路易港的OSM定位图

## 行政
路易港的邮政编码为56290，INSEE市镇编码为56181。

## 政治
路易港所属的省级选区为埃讷邦县。

## 人口

1962-2008年间路易港人口变化图示

路易港于2022年1月1日时的人口数量为2689人。